# Бубакар Санне
Бубакар Санне (англ. Bubacarr Sanneh, нар. 14 листопада 1994, Серекунда) — гамбійський футболіст, захисник данського клубу «Сеннер'юск» і національної збірної Гамбії.
Чемпіон Данії.

## Клубна кар'єра
У дорослому футболі дебютував 2012 року виступами за команду «Реал де Банжул», у якій провів два сезони. 
Своєю грою за цю команду привернув увагу представників тренерського штабу клубу «Горсенс», до складу якого приєднався 2014 року. Відіграв за команду з Горсенса наступні чотири сезони своєї ігрової кар'єри. Більшість часу, проведеного у складі «Горсенса», був основним гравцем захисту команди.
Протягом 2018 року захищав кольори клубу «Мідтьюлланд».
У 2018 році уклав контракт з клубом «Андерлехт», у складі якого провів наступний рік своєї кар'єри гравця. 
Згодом з 2019 по 2020 рік грав у складі команд «Гезтепе» та «Остенде».
З 2020 року знову, цього разу один сезон захищав кольори клубу «Андерлехт». 
Протягом 2021 року захищав кольори клубів «Орхус» та «Андерлехт».
До складу клубу «Сеннер'юск» приєднався 2022 року. Станом на 30 травня 2022 року відіграв за команду з Гадерслева 8 матчів в національному чемпіонаті.

## Виступи за збірну
У 2012 році дебютував в офіційних матчах у складі національної збірної Гамбії.
У складі збірної був учасником Кубка африканських націй 2021 року у Камеруні.

## Титули і досягнення
- Чемпіон Данії (1):

«Мідтьюлланд»: 2017-2018